# کارون بزرگ

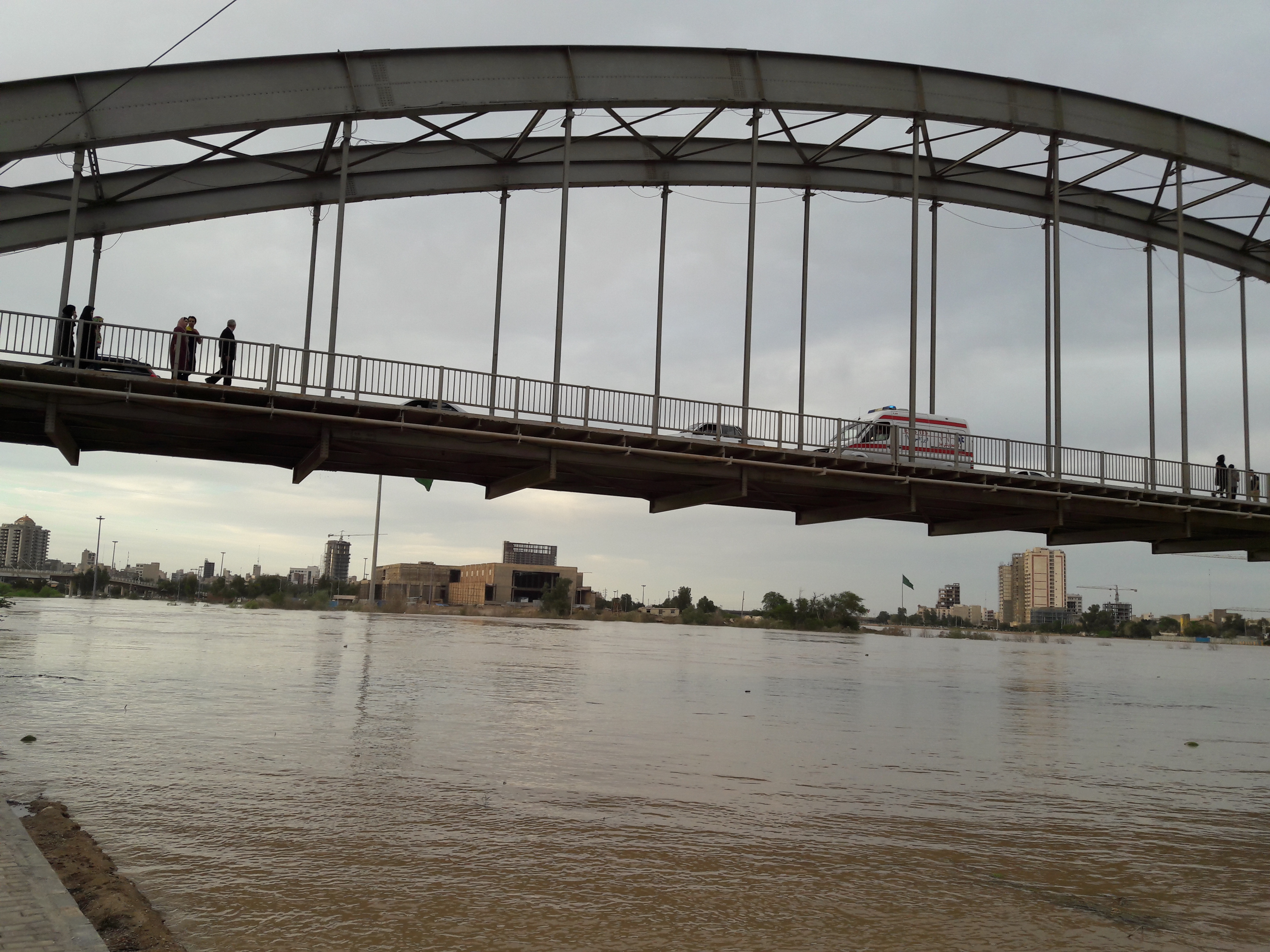

کارون بزرگ به بخشی از رودخانه کارون گفته می‌شود که در منطقه بندقیر شوشتر از بهم پیوستن رودهای گرگر، شطیط و دز (که شاخه‌هایی از کارون هستند) تشکیل می‌شود و پس از عبور از میان شهر اهواز به اروند رود می‌پیوندد.